# 상전초등학교
상전초등학교는 대한민국 전북특별자치도 진안군 상전면 수동리 967에 있었던 공립 초등학교이다.

## 학교 연혁
- 1935년 4월 20일 상전공립보통학교 개교
- 1938년 3월 25일 제1회 졸업식
- 1938년 4월 1일 상전공립심상소학교로 개칭
- 1941년 4월 1일 상전공립국민학교로 개칭
- 1996년 3월 1일 상전초등학교로 개칭
- 1999년 2월 28일 폐교